# Effet du témoin

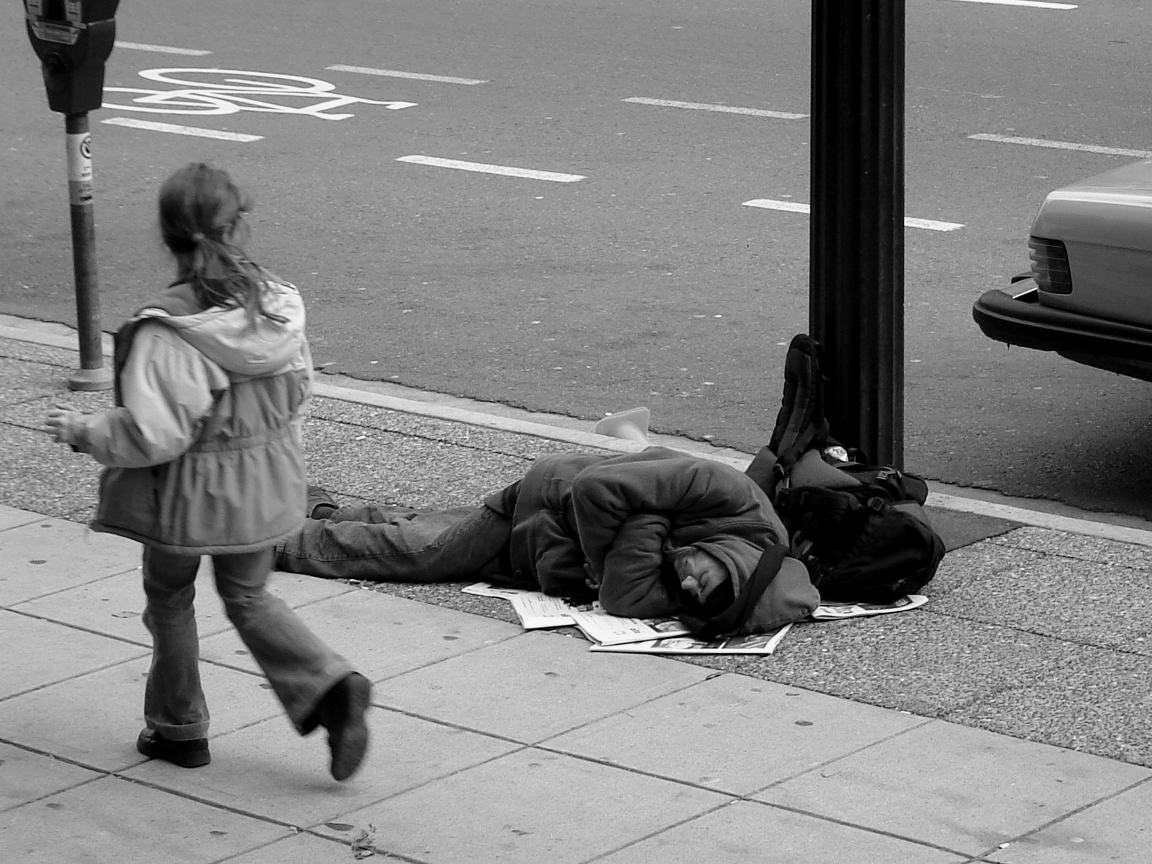
Une enfant regardant un homme dormant sur un trottoir.

L’effet du témoin (appelé aussi « effet spectateur » ou « effet Kitty Genovese »), en anglais « bystander effect », est un phénomène psychosocial des situations d'urgence dans lesquelles le comportement d’aide d'un sujet est inhibé par la simple présence d'autres personnes sur les lieux. La probabilité de secourir une personne en détresse est alors plus élevée lorsque l’intervenant se trouve seul que lorsqu’il se trouve en présence d’une ou de plusieurs personnes. En d’autres mots, plus le nombre de personnes qui assistent à une situation exigeant un secours est important, plus les chances que l’un d’entre eux décide d’apporter son aide sont faibles. La probabilité d’aide est ainsi inversement proportionnelle au nombre de témoins présents.
Ce phénomène contre-intuitif s’explique principalement par un processus de dilution de la responsabilité qui se met en place à travers les personnes assistant à une même situation de besoin d'aide, processus associé à un mécanisme cérébral de neutralisation de la culpabilité. Des explications comme l'influence sociale et l'appréhension de l'évaluation furent également mises en avant. Ainsi des expériences montrent que l'effet spectateur pourrait être le résultat d'une ambiguïté dans le passage graduel du personnel au collectif pour ce qui est du siège de la décision attendue, ce qui créerait une difficulté de perception de sa responsabilité par le sujet. Une expectative somme toute raisonnable de la part d'un animal de meute comme l'humain. Ce que semble par ailleurs soutenir la réaction plus active d'individus issus de groupe cohérents (capable de mieux se coordonner), ou un effet spectateur moins important dans des contextes où la crise sociale (situation de guerre par ex.) est claire. Ainsi vu, ce seraient les effets de l'anomie sur un corps social dysfonctionnel qui seraient révélés par l'effet spectateur.
Les circonstances du meurtre de Kitty Genovese furent le point de départ des recherches portant sur l'effet du témoin. En 1968, John Darley et Bibb Latané ont démontré pour la première fois l'effet du témoin en laboratoire, et cette étude généralise les prémices de toutes les recherches subséquentes de cette discipline.
Des références à l’effet spectateur, dont les connaissances sont à présent ancrées dans la conscience publique, peuvent être trouvées dans la plupart des manuels de la psychologie sociale. Dans un sens théorique et pratique, l’effet du témoin joue un rôle important pour comprendre les comportements d’aide. Alors que le fait d’apporter de l’aide à une personne en détresse constitue un comportement prosocial socialement valorisé et attendu, la présence d'autrui exerce un impact sur la perception et la réaction — par rapport à la situation de secours — de telle manière que les conduites d'aides se trouvent inhibées. L’effet spectateur est ainsi un facteur qui affecte le comportement prosocial. Les recherches scientifiques ont montré qu’il s’agit d’un effet psychologique robuste et stable qui apparaît tant dans les situations expérimentales que dans les situations réelles. Toutefois, un certain nombre de recherches récentes ont pu mettre en évidence plusieurs facteurs permettant de modérer cet effet sans pour autant remettre en question son existence.

## Origine
Le 13 mars 1964, Kitty Genovese fut violée et assassinée en pleine rue à New York dans un quartier résidentiel de Queens. Selon l'article qui révéla l'affaire, bien que ses appels à l'aide aient capté l’attention d'une demi-douzaine de voisins habitant les immeubles alentour, personne n’a tenté de la secourir ou n’aurait appelé les secours, jusqu’à ce qu’il soit trop tard. Sur la question de leur non-intervention, les réponses des témoins furent simplement : « Je ne voulais pas être impliqué » ou « Je ne sais pas ».
Les circonstances du meurtre – fortement médiatisées à l’époque – ont attiré l’attention des citoyens américains. Ces derniers furent choqués par les réactions indifférentes des témoins pendant l’agression, ce qui a généré des controverses importantes aux États-Unis. Afin de comprendre les raisons de cette inaction de la part des témoins, certains professeurs et prêtres évoquaient les concepts d'« apathie » et de « déshumanisation ».Il faut cependant faire preuve de prudence lorsqu'on parle de cette histoire. En effet, Sophia Farrar, décédée à l'âge de 92 ans, est reconnue pour son acte héroïque lors de l'attaque meurtrière de Kitty Genovese en 1964, à Kew Gardens, New York. Contrairement à la version largement répandue de l'époque, qui décrivait 38 voisins apathiques n'intervenant pas pendant le meurtre, Farrar s'est précipitée hors de chez elle pour secourir Genovese, sans savoir si l'agresseur était encore présent. Elle a trouvé Genovese grièvement blessée et l'a réconfortée, lui promettant que de l'aide arrivait. Son intervention a été oubliée pendant des décennies, jusqu'à être redécouverte dans un documentaire de 2016, The Witness. Son courage nuance l'idée reçue de l'indifférence urbaine autour de cette affaire.
Toutefois, une analyse détaillée de la situation mena deux psychologues sociaux, John Darley et Bibb Latané, à s’interroger sur les conditions psychosociales qui avaient entraîné l’inaction des témoins et à considérer d’autres facteurs qui entrent en jeu.

## Les recherches en psychologie sociale
Bien que de nombreuses études sur le comportement d’aide aient été menées depuis les années 1950, c’est l’affaire Kitty Genovese qui est considérée comme le point de départ des recherches sur l’effet du témoin. L’expérience de Darley et Latané en 1968 est à l’origine des travaux fondamentaux de cette discipline. En effet, ces chercheurs ont entamé une série d'expériences qui ont permis de mettre en évidence un des effets les plus robustes et stables dans le domaine de la psychologie sociale.

### Première expérience: Darley et Latané
Non convaincus par les explications évoquées par la sphère publique à l'époque, Darley et Latané — après de longs raisonnements — ont mis en avant l'idée selon laquelle les témoins n’ont pas aidé parce qu'ils étaient justement conscients que d’autres personnes assistaient à la même situation.
Afin de tester cette hypothèse, ils ont placé des participants dans une cabine individuelle dans laquelle un système de communication a été mis en place. Les participants devaient ensuite prendre part à une discussion, au moyen d'un interphone, avec d'autres participants se trouvant dans d'autres chambres séparées. Pour berner l'objectif réel de l'expérience, les chercheurs ont expliqué aux sujets que le but de la discussion consistait à mettre en évidence les problèmes personnels rencontrés par des collégiens en milieu urbain.
Au cours de la discussion, l’un des participants – un compère – simulait une grave crise nerveuse, semblable à une crise d'épilepsie. Cette pseudo-victime parlait d’abord calmement puis de plus en plus fort avant d’avancer des propos incohérents et de bafouiller. Pendant la crise, il était impossible au sujet de communiquer avec les autres intervenants ou de savoir si cette situation d’urgence était prise en main. En réalité, tous les autres participants étaient également des complices, seul le participant « piégé » entendait réellement la détresse.
La question cruciale pour les chercheurs consistait alors à savoir si le nombre des témoins présumés influencerait la rapidité du sujet à rapporter la situation d’urgence à l’expérimentateur, et surtout s'il intervenait ou non. Les auteurs vont ainsi s'intéresser à la réaction du participant durant cette situation d'urgence. Ce qui a varié entre les expériences fut la taille du groupe, c'est-à-dire le nombre de personnes que le sujet pensait qu’il y avait dans le groupe de discussion présumé, à savoir deux (le participant et la victime), trois ou six personnes. Par ailleurs, les chercheurs faisaient également varier la nature du groupe: dans la première condition, la voix enregistrée était celle d’une femme, dans la seconde celle d’un homme, et dans la troisième un homme qui disait être étudiant travaillant occasionnellement dans un hôpital au service des urgences. Ainsi, en manipulant la nature du groupe ainsi que le nombre de spectateurs, le degré de responsabilité ressenti par le spectateur devait changer.
Et effectivement, les résultats montrent que lorsque le participant se trouve dans la condition où il discute seul avec la « victime », il intervient dans 85 % des cas alors que ce taux se situe à 62 % quand un autre témoin est présent, et de 31 % quand il pense que 4 autres personnes sont présentes. On s'aperçoit ainsi que la taille du groupe de témoins exerce un effet majeur sur la probabilité à ce que le sujet rapporte l’événement d’urgence. Par contre, il n’y a eu aucun effet de la nature du groupe sur l’aide, les sujets agissent aussi rapidement lorsqu’ils pensent que le spectateur est une femme, un homme ou quelqu’un ayant une compétence médicale. De même, il n’y a pas eu de différence de genre entre les sujets.
Les résultats de cette étude furent conformes à l'hypothèse de départ qui prédisait que plus il y a de témoins dans une situation d’urgence, moins il est probable que chaque spectateur vienne en aide à la victime, ou que cela se fera de manière plus lente. Par ailleurs, cette étude montre que la présence physique d'autres témoins n'est pas nécessaire pour que l'effet spectateur se mette en œuvre. En effet, le simple fait qu’une personne pense que quelqu’un d’autre assiste à la crise d’épilepsie réduit largement les chances que l'individu décide d’apporter leur aide à la victime.

### Autres expériences
L'intérêt porté à la première étude de Darley et Latané a déclenché une série de recherches tentant de reproduire ce phénomène dans d'autres contextes. La plupart des recherches subséquentes utilisent le même paradigme de recherche que l'étude pionnière, à savoir : les participants sont amenés à travailler soit seuls, soit en présence d'autres participants sur une tâche prétendument importante pendant laquelle ils seront subitement témoins d'une situation d'urgence. La probabilité d'intervention, ainsi que sa rapidité, de la part des participants dans la condition « seule » sera ensuite comparée avec celle des sujets dans la condition multiple. La réplication du paradigme classique de l'effet du témoin à d'autres situations a abouti à un consensus sur le fait que plus le nombre de témoins est important, plus les chances que chaque témoin intervienne est réduite.
À titre d'exemples, l'effet du témoin a pu être reproduit lorsque des participants se trouvaient dans une salle d'attente dans laquelle de la fumée s'infiltrait jusqu'à envahir complètement la salle, étaient témoins d'une personne souffrant d'une crise d'asthme, assistaient à un vol,, voyaient un automobiliste en panne, observaient quelqu'un renverser une trousse remplie de stylos par terre, ou même simplement lorsque quelqu'un sonnait à la porte.

## Explication du phénomène

### Approche psychosociale
Afin d’apporter une explication à l’effet du témoin, Darley et Latané ont élaboré une théorie qui décompose tout d’abord les situations d’urgence en différentes séquences. Si une de ces étapes n’est pas accomplie, l’individu ne va pas intervenir. Selon ce modèle cognitif, pour qu’un individu décide d’intervenir et d’apporter de l’aide à une personne en détresse, il doit d’abord :
1. remarquer la situation ;
2. l’interpréter comme étant urgente ;
3. développer un sentiment de responsabilité personnelle à cet égard ;
4. croire posséder les compétences nécessaires pour être efficace ;
5. prendre la décision d’aller aider.

À chacune de ces étapes, la présence d’autres personnes exerce une influence importante sur la prise de décision individuelle qui déterminera si l’individu intervient ou pas. À cet égard, les deux chercheurs ont identifié trois processus psychologiques susceptibles d’entraver ce cheminement d’étapes qui mènent à la décision d’intervenir, et qui sont à l’origine de l’effet du témoin. Il s'agit de la dilution de la responsabilité, de l'appréhension de l'évaluation et de l'influence sociale.
Il est possible de prendre un exemple simple, celui d'une personne qui s'écroule en pleine rue, exemple qui sera réutilisé dans les explications suivantes.

#### La dilution de la responsabilité:Pourquoi moi plutôt qu’un autre?
La dilution de la responsabilité se réfère à la tendance à diviser la responsabilité personnelle par le nombre de témoins présents. Lorsqu’un individu se trouve seul face à une situation d’urgence, il est le seul à pouvoir apporter de l’aide et la responsabilité d’intervenir ou non appartient à lui seul. Tandis que dans le cas où le nombre de témoins est important, sa part de responsabilité se trouve réduite car elle sera partagée par chacun d'entre eux.
Dans l'exemple donné, il est fort probable qu'un passant se trouvant seul ira la secourir car il est le seul à pouvoir apporter de l’aide et il se sentira responsable s’il n’intervient pas. Tandis que si d’autres personnes sont présentes, ce même passant estimera que ce n’est plus uniquement de sa responsabilité puisqu’il y a encore d’autres gens qui assistent à cette situation et qui peuvent intervenir.
Ainsi, face à une situation d’urgence, la présence d’autrui offre l’occasion pour l’individu de transférer la responsabilité d’apporter de l’aide. De cette manière, une réaction passive de la part des témoins est le résultat de cette dilution de la responsabilité. Ce processus n’implique ni la présence physique d’autrui ni la connaissance de sa réaction ; il suffit simplement que l’individu ait conscience que d’autres personnes assistent à la même scène pour que la dilution de la responsabilité s’opère, comme ce fut le cas lors du meurtre de Kitty Genovese. C’est ce processus qui fut le plus développé et qui a fait l’objet de la plupart des recherches dans cette discipline.

#### L’appréhension de l’évaluation:De quoi vais-je avoir l’air si je me trompe?
Ce deuxième processus mis en évidence désigne le fait de ne pas vouloir être évalué négativement lorsque l’individu décide d’intervenir dans une situation d’aide. Sachant qu’il est observé, le sujet veut éviter de paraître ridicule en cas d’erreur ou s’il intervient de manière inadéquate, et il est par conséquent plus réticent à apporter de l’aide.
Dans l'exemple, un passant pourrait erronément croire qu’il s’agit d’une crise cardiaque et décider de la secourir pour finalement constater qu’elle a simplement trébuché. Cette personne voudra éviter de paraître ridicule devant d’autres passants en ayant exagéré la gravité de la situation, et cet événement pourrait changer sa conduite d’aide dans l’avenir.
D’ailleurs, cette peur d’évaluation négative est d’autant plus élevée que le nombre de témoins est important et constitue ainsi un facteur susceptible de changer le comportement d’aide lorsque d’autres témoins sont présents. Ce processus se met en œuvre quand l’individu est conscient qu’il est observé, mais n’implique pas que ce dernier voie les autres.

#### L’influence sociale:Que font les autres?
Le processus de l’influence sociale désigne la tendance à se référer à la réaction d’autres personnes lorsqu’on se trouve face à une situation ambiguë. Autrement dit, quand un individu placé face à une situation dont, faute de moyens objectifs, il n’est pas certain qu’il s’agisse d’une urgence ou non, il essaiera tout d’abord de vérifier s’il a bien compris la situation en surveillant la réaction des autres. Ces derniers apparaîtront alors comme une sorte de modèle d’action. Ainsi, avant d’intervenir, l’individu va d’abord vérifier l’exactitude de son interprétation de la situation. Or, si tous les témoins adoptent la même stratégie, il en découle dans un premier temps que les personnes vont s’observer mutuellement sans agir. Comme personne n'agira pendant ce temps d’observation mutuelle – étant donné que les autres font la même chose – tout le monde aura tendance à conclure que l'aide n'est pas nécessaire. Ainsi, les individus pourraient interpréter la situation comme moins urgente qu’elle ne l’est en réalité et décider de ne pas intervenir.
Dans l'exemple, ne sachant pas s’il s’agit d’une situation où la personne écroulée nécessite de l’aide ou non, les témoins vont s'observer entre eux pour déterminer la gravité de la situation. De cette observation mutuelle découlera une inhibition générale qui n'amènera aucune intervention. La passivité des autres personnes va induire la passivité de l'individu.
Ce processus d’influence sociale va inhiber mutuellement le comportement d’aide des personnes présentes. On parle alors d’ignorance plurielle qui peut entraîner, soit un délai plus long en ce qui concerne l’apparition d’un comportement d’aide, soit une absence totale d’intervention dans le cas extrême. Pour que ce processus entre en vigueur, il faut que les personnes présentes aient la possibilité de connaître la réaction des autres.

## Limites
Bien que l’effet spectateur constitue un phénomène psychologique robuste et stable qui a pu être répliqué de nombreuses fois, il n’est cependant pas exempt de contre-exemples. Alors que le paradigme classique sur l’effet du témoin considérait la présence d’autrui comme un facteur négatif dans les conduites d’aide, des travaux récents ont montré que ceci n’est pas toujours le cas. En d’autres mots, il existe des situations dans lesquelles la présence d’autres personnes facilite l’émergence des conduites d’aide.
Il serait erroné et préjudiciable de conclure que l’effet du témoin se met en œuvre de manière universelle dans chaque situation d’urgence où des témoins sont présents. Cette variabilité de l’effet du spectateur a amené de nombreux chercheurs à analyser de plus près des situations qui peuvent réduire ou même inverser ce phénomène d’inhibition. À cet égard, un certain nombre de recherches ont pu mettre en évidence plusieurs facteurs permettant de modérer cet effet.

### Importance du danger
Une étude en 2006 a réussi à éviter l’émergence de l’effet du témoin en manipulant l’importance du risque couru par une victime dans une situation d’urgence.
Dans l’expérience, les participants visionnaient, soit seul, soit en présence d’un témoin passif, une scène vidéo dans laquelle une femme se faisait agresser sexuellement par un homme. L’importance du danger fut manipulée en variant le statut de l’agresseur. Les résultats montrent que quand la femme était harcelée par un agresseur de stature imposante, elle recevait autant d’aide lorsque les participants étaient seuls que lorsqu'ils se trouvaient en présence d’autrui. Alors que si le danger était moindre — s’il s’agissait d’un homme petit et faible — les témoins seuls venaient plus au secours que l’autre groupe, victime de l’effet spectateur.
Ainsi, face à une situation d’urgence qui ne présente pas d’ambiguïté, l’effet du témoin n’apparaît pas. Comme la situation s’avère claire quant au risque couru par la victime, les témoins n’ont pas besoin de se référer aux réactions d’autrui pour déterminer la réponse adaptée, ce qui évite l’effet spectateur.
Selon Fischer et ses collaborateurs, cet effet positif de l’effet spectateur s’explique par trois processus :

#### L'état alerte
Les situations d’urgence dont le danger est important sont reconnues plus rapidement et présentent moins d’ambiguïté quant à la nécessité d’intervenir et entraînent, par conséquent, une responsabilité individuelle et un coût psychologique plus élevés en cas d’inaction. En effet, une situation dangereuse attire l’attention des témoins et active ainsi un état d’alerte (« arousal ») auprès de ces derniers, en fonction de la détresse de la victime, et qui ne sera réduit que lorsqu'ils apporteront du secours à la victime. Par conséquent, faire l’expérience d’une activation physiologique augmente les chances d’une intervention et ceci en dépit de la présence d’autrui.

#### Les témoins comme source d’un soutien physique
Dans une situation d’urgence, l’auteur des faits représente un danger non seulement pour la victime, mais aussi pour l’intervenant. Ce dernier pourrait ainsi avoir peur des conséquences physiques néfastes s’il décide d’intervenir. Dans ce cas, la présence d’autres témoins pourrait s’avérer comme un soutien physique afin de réduire sa crainte et de se débarrasser de l’agresseur, donc du danger. Par conséquent, la présence d’autrui peut favoriser la prise de décision de l’individu à apporter de l’aide dans des situations d’urgence dangereuses.

#### L’hypothèse du choix rationnel
Si les interventions en contexte dangereux sont toujours risquées, parfois la présence de tiers permet de mettre en œuvre par collaboration des interventions qui seraient autrement impossibles. Dans ces contextes l’effet de tiers permettant d’intervenir a un effet positif sur le taux d’intervention en vertu de l’hypothèse du choix rationnel.
La mise en œuvre de ce processus dépend de la perception du danger : si la situation ne représente qu’un danger pour la victime, une diffusion de la responsabilité s’opère en cas de présence d’autrui, alors que si le danger concerne aussi le témoin, l’effet spectateur sera moindre. Autrement dit, si le témoin perçoit une menace potentielle pour lui-même en cas d’intervention, il va chercher d’autres témoins qui l’aident à intervenir (p. ex. pour maîtriser un agresseur), ce qui va diminuer la diffusion de la responsabilité et ainsi l’effet spectateur. Dans le cas où la situation représente uniquement un danger pour la victime (p. ex. une personne en train de se noyer), une intervention solitaire est plus appropriée qu’une intervention en groupe qui va, quant à elle, favoriser l’apparition d’une diffusion de la responsabilité. Ces mêmes auteurs ont aussi démontré que l’effet du spectateur est plus élevé chez les femmes, ce qui pourrait s’expliquer selon eux par la perception d’une capacité physique insuffisante pour intervenir de la part des sujets féminins.

### Implication personnelle
Chekroun et Brauer ont constaté que lorsque des personnes sont confrontées à un comportement contre-normatif impliquant, elles ne sont plus affectées par l'effet spectateur. Autrement dit, « si l'effet spectateur apparaît bien dans le cadre du contrôle social lorsque les individus ne sont pas impliqués dans ce qui arrive, dès lors qu'ils se sentent impliqués plus fortement dans la situation, la prise de décision d'intervenir n'est plus inhibée par les autres témoins. » Dit autrement l’effet spectateur sera fort lorsqu’il n’y a pas de lien avec la situation, et réduit lorsque l’individu se sent impliqué dans la situation. Dans ce deuxième cas la décision d'intervenir n'est plus inhibée par les autres témoins.
On note par ailleurs que l'effet de l'implication personnelle des individus dans la situation agit davantage lorsque le sujet déviant est seul que lorsqu'il est accompagné d'une personne co-déviante. On peut imaginer que les craintes de représailles liées à l'intervention par le spectateur sont alors plus grandes.
Les mêmes auteurs Chekroun et Brauer envisagent cette prise de décision d’apporter de l'aide ou pas en termes de rapport gain/coût de l'intervention. « Par exemple si quelqu'un passe devant eux dans une file d'attente ou détériore un bien auquel ils attachent de l'importance, l'intervention et l'attribution d'une sanction sociale négative vont être la source d'un gain personnel. Ce bénéfice personnel dans la prise de décision d'intervenir va leur donner les moyens cognitifs de passer outre aux attentes négatives liées à la présence d'autrui en termes de coût de l'intervention. Ainsi, ces individus seront moins facilement sujets à l'effet spectateur. »
En bref, au vu des études de Chekroun et Brauer, il semble que si l'effet spectateur est présent lorsque le sentiment de responsabilité des témoins est peu mobilisé, il n'apparaît pas lorsque ce sentiment est plus fort (si les témoins d'un acte déviant sont directement concernés par les conséquences négatives de cet acte, s’ils attachent une importance particulière à la norme menacée par cet acte ou encore s’ils se perçoivent comme responsables d'intervenir). Les individus sont, à ce moment-là, capables de passer à côté de l'influence de la présence d'autrui et d'intervenir en exerçant un contrôle social malgré un nombre croissant de témoins.
En résumé, cela conforte l’idée que l'effet spectateur pourrait être influencé par le fait que les témoins d'un acte déviant se sentent impliqués personnellement ou non dans la situation. En fait, cela confirme « l'influence modulatrice de l'implication personnelle sur l'effet spectateur dans le domaine du contrôle social. »

### Effet de la foi et temps compté
John Darley et Daniel Batson, inspirés par la parabole du Bon Samaritain et en s'appuyant sur celle-ci, ont tenté d'analyser l'influence des valeurs religieuses sur le comportement d'aide.
Dans cette expérience, des étudiants en théologie, aux valeurs et idéaux évangéliques, participent à un séminaire dans lequel ils sont amenés à écouter un texte portant, soit sur la vocation des prêtres, soit sur la parabole du Bon Samaritain. Ensuite, les étudiants sont convoqués à se rendre dans un autre bâtiment et les expérimentateurs font varier le temps dont les sujets disposent pour ce déplacement. Dans la première condition, ils peuvent prendre leur temps pour se rendre à l'endroit indiqué et dans les deux autres ils doivent y aller soit rapidement, soit très rapidement. Sur le chemin qui rejoint l’autre bâtiment se trouve une victime — en réalité un complice — repliée sur elle-même et qui paraît ne pas se sentir bien. Le passage obligé des étudiants à côté de la victime permet à cette dernière d'évaluer leur comportement d’aide, notamment jusqu’à quel point ils aident. Les résultats ont montré que l’intensité de la foi et la vision que l’on a de la religion prédisent très peu l’aide à la victime. Certes, la parabole qui devait amorcer leur comportement d'aide a eu un effet (les étudiants appelés à parler de leur vocation sont 29% à aider, tandis que ceux devant parler du bon samaritain sont 53% à aider). Toutefois, le facteur temps a eu un effet bien plus important sur la décision d'intervenir, les sujets venaient plus en aide lorsqu’ils disposaient du temps nécessaire que lorsqu’ils étaient pressés : 63% des séminaristes apportent de l’aide dans la condition de faible pression temporelle, contre seulement 10% des séminaristes lorsqu’ils ont reçu la pression temporelle la plus forte.
Cette expérience laisseraient entendre que ce qui est le plus déterminant pour prédire le comportement du spectateur est le cadre, comme le temps disponible, plutôt que les croyances biens affirmés, ou la personnalité.

### Connaissance des autres témoins
Latané et Rodin ont montré que l’effet du témoin se trouve réduit lorsque le groupe de témoins est composé d’amis. Cela s’expliquerait par le fait que ce groupe présentant une forte cohésion, le sujet-témoin a peu de difficulté à évaluer la réaction et la position du groupe, susciter une décision sur la possible intervention, ou évaluer la capacité des autres à agir sur la situation. La responsabilité d’intervenir ne serait plus divisée entre les personnes présentes, mais reposerait totalement sur l’ensemble du groupe. D'autres auteurs ont démontré que les individus réagiraient alors en tant que groupe en apportant leur aide ensemble et non plus indépendamment les uns des autres, de plus les relations particulières qui existent entre les témoins peuvent aussi amener à un effet du témoin moins prononcé.

### Compétences des témoins
Selon le métier que l’on exerce et selon le statut que l’on possède, il semblerait que l’effet du témoin varie. Une expérience a montré que dans une situation dans laquelle une personne se blessait en tombant d’un escabeau, des témoins étudiants de diverses filières agissaient conformément aux attentes de l’effet spectateur, à savoir en apportant moins d’aide lorsqu’ils étaient plus nombreux. Par contre, lorsque les témoins étaient des élèves infirmières, elles intervenaient de manière similaire et indépendamment du fait qu'elles étaient seules ou en présence d’autres personnes. Selon Cramer, McMaster, Bartell et Dragna, les personnes dont le métier leur donne des aptitudes ou connaissances particulières ne semblent pas estimer que leur devoir d’agir se dissipe en présence d’autres témoins. C’est le cas des infirmières, selon ces auteurs, où le sentiment d’implication personnelle ou de compétence leur permet de surmonter l’effet spectateur, les élèves infirmières se sentant plus concernées pour aider un blessé que les autres étudiants. Comme nous l’avons vu plus haut, le sentiment d’implication personnelle permet de surmonter l’effet spectateur.

### Effet du genre et classe sociale
Il est intéressant de constater que la puissance de l’endogroupe, c’est-à-dire le groupe social qu’un individu perçoit comme étant celui auquel il appartient, entraîne un effet de favoritisme sur son comportement d’aide. En d’autres mots, il est plus probable que les témoins interviennent lorsque la victime est identifiée comme étant un membre d’une catégorie sociale commune à la leur. Par exemple, une personne d’une catégorie sociale moyenne ou élevée aura plus tendance à venir en aide à un homme vêtu d’un costume plutôt qu’à un homme débraillé. Et de manière similaire, le fait de percevoir les autres témoins comme des membres de l’endogroupe plutôt que d’un autre groupe exerce la même influence sur l’individu. Cela s’explique par le fait que ces groupes accordent davantage de ressources à leurs propres groupes et ont une plus grande cohésion sociale. Par conséquent, les membres, grâce à la présence de leurs pairs, se sentent soutenus et donc en mesure d’intervenir.
Par ailleurs, il semblerait que les femmes sont moins enclines à intervenir en présence d’hommes alors que les hommes sont eux plus disposés à intervenir en présence de femmes. Toutefois, il reste à identifier ce qui motive ces deux groupes, à intervenir ou non, en présence de tel ou tel genre.
En résumé, on estime que le sentiment d’appartenir à la même classe sociale qu'une victime de classe aisée, ou que le sexe des personnes présentes avec le sujet-témoin jouent un rôle essentiel dans l’effet du spectateur, mais la source de cet effet reste encore flou.

## Exemples notables

### Noyade à Rotterdam
En août 1993, une jeune fille marocaine âgée de 9 ans s'est noyée dans un lac proche de Rotterdam devant une foule de 200 personnes sans que ces dernières interviennent. Selon les faits, les témoins n'ont pas réagi aux appels de secours lancés par une amie de la victime et n'ont pas jugé nécessaire de porter, par la suite, assistance aux pompiers qui ont tenté de sauver la victime. La non-assistance des témoins présents sur les lieux a provoqué de vives émotions aux Pays-Bas. Le fait que l'incident comprenait une victime d'origine marocaine a davantage accentué l'ampleur de cet événement. En effet, durant la noyade de la jeune fille, certains témoins ont tenu des propos racistes et se sont livrés à des réflexions déplacées à l'égard des immigrés. Après cet évènement, certains citoyens, dégoûtés par l'attitude et le comportement de leurs compatriotes, ont soulevé la question de savoir si les témoins seraient restés aussi passifs si la victime était d'origine européenne.

### Viol collectif à Richmond High
En octobre 2009, dans la ville de Richmond aux États-Unis, une adolescente âgée de 15 ans fut victime d'un viol collectif lors d'une soirée pour étudiants organisée par l'école Richmond High. Selon CNN, un groupe de dix garçons a violé et frappé la jeune fille pendant plus de deux heures, à l'extérieur de l'enceinte où se déroulait la fête, et ceci sous le regard de plusieurs témoins. Plus précisément, dix témoins ont passivement assisté au viol sans apporter la moindre aide. Pire encore, parmi les témoins, certains sont allés jusqu'à prendre des photos de la scène et se divertissaient de la situation en riant. Cinq des agresseurs, dont la plupart sont des mineurs, ont été arrêtés.
Cet incident a suscité de vifs débats aux États-Unis, particulièrement sur la non-intervention des témoins dans cette situation de viol. Malgré le comportement des témoins, ces derniers ne pourront être poursuivis en justice puisque la non-assistance à personne en danger ne constitue pas un délit en Californie. Toutefois, il existe une loi qui oblige les témoins à rapporter les faits aux autorités si la situation de violence concerne des enfants âgés de 14 ans ou moins. Mais comme la victime était âgée de 15 ans, la loi ne s'applique ainsi pas à l'incident de Richmond High.
Alors que certains experts expliquent l'inaction des témoins par l'effet spectateur – en particulier par le processus de diffusion de la responsabilité –, le criminologue américain Jack McDevitt estime quant à lui que le viol fut trop violent et trop long pour en être entièrement attribué à l'effet spectateur. Selon lui, les témoins ne sont pas intervenus surtout par peur de représailles.

### Wang Yue
En octobre 2011, Wang Yue, une petite fille de 2 ans, fut renversée par deux véhicules dans la province de Guangdong en Chine. Alors que le corps agonisant de la victime gisait au milieu d'un passage, 18 passants sont passés à côté d'elle au cours des 6 minutes qui ont suivi l'accident sans toutefois lui apporter la moindre aide. Ce n'est que grâce à une femme âgée qui traîna le corps de la fille hors du passage des véhicules et qui appela de l'aide que la victime a enfin pu être transportée à l'hôpital. Hospitalisée dans un état critique, Wang Yue décéda plus tard à la suite de ses blessures. Cette scène qui se déroulait sous l'œil d'une caméra de surveillance montre l'irresponsabilité des chauffeurs qui ont pris la fuite, mais surtout l'indifférence absolue des passants à la vision du corps de la fillette. Cet incident fut un sujet très évoqué à la suite de la diffusion de ces images sur Internet et attira presque 2 millions de réactions de la part des internautes. Cette apparente absence de morale dans la société chinoise a suscité de profonds mécontentements parmi les citoyens chinois qui accusent les effets néfastes du développement rapide de l'économie chinoise,.

## Lutte contre l'effet
Bien que les recherches sur l'effet spectateur datent d'environ cinq décennies, le phénomène continue à être d'actualité et à attirer l'attention du public. En effet, de nombreux incidents et situations récentes, dans lesquels la non-intervention des témoins s'est avérée fatale, témoignent de la puissance et de la stabilité de l'effet du témoin.
Une étude a montré que la simple diffusion des informations concernant les mécanismes de l'effet spectateur permettrait d'éviter sa mise en œuvre dans les situations nécessitant de l'aide. Dans cette expérience, les chercheurs ont renseigné un groupe d'étudiants pendant cinquante minutes sur l'effet du témoin ainsi que sur ses trois processus d'inhibitions. Par la suite, ces étudiants — accompagnés par un complice — se voyaient confrontés à un accident de vélo dans lequel le cycliste nécessitait du secours. Comparé avec un groupe d'étudiants qui n'a pas pris part à la séance d'information, le groupe renseigné est intervenu plus souvent. Cette étude montre ainsi que la simple connaissance des mécanismes en œuvre dans l'effet spectateur suffit pour réduire ses impacts négatifs sur les conduites d'aides. De cette manière, le fait d'informer et de sensibiliser le public sur le phénomène permet de promouvoir des réponses d'aides plus responsables.
Au niveau légal la notion de non-assistance à personne en danger ou encore celle, plus positive, de « l'obligation de porter secours » tente de contrer l'effet spectateur que certains associent aussi à l'anomie. Au niveau individuel, une victime en situation de crise peut lutter contre l'effet du témoin en désignant une personne précise dans la foule et l'appeler franchement à l'aide, plutôt que d'appeler les gens qui se situent aux alentours. Agir de la sorte, place ainsi toute la responsabilité sur cette personne « spécifique » et évite tout sentiment de diffusion de responsabilité.

## Dans la fiction
En 2017, Ruben Östlund illustre l’effet témoin dans The Square.
Le meurtre de Kitty Genovese a inspiré des romans et films.